# Prestin Ryan
Prestin Ryan (* 6. Januar 1980 in Arcola, Saskatchewan) ist ein ehemaliger kanadischer Eishockeyspieler, der ein Spiel für die Vancouver Canucks in der National Hockey League (NHL) absolvierte und darüber hinaus unter anderem für die Adler Mannheim, den ERC Ingolstadt und die Iserlohn Roosters in der Deutschen Eishockey Liga (DEL) aktiv war.

## Karriere
Der Verteidiger spielte in seiner Juniorenzeit für die Yorkton Parkland Mallers in der kanadischen Amateurliga Saskatchewan Midget AAA Hockey League und stand dann anschließend drei Spielzeiten lang für die Estevan Bruins in der Saskatchewan Junior Hockey League auf dem Eis. Während seiner Collegezeit  stand der Linksschütze im Kader der Eishockeymannschaft der University of Maine aus der Hockey East, einer Liga im Spielbetrieb der NCAA.
Zur Saison 2004/05 wurde Ryan aufgrund seiner Erfolge im Collegesport als ungedrafteter Free Agent von den Columbus Blue Jackets aus der National Hockey League unter Vertrag genommen. Allerdings setzten diese ihn lediglich bei ihrem Farmteam, den Syracuse Crunch, in der AHL ein und transferierten ihn schließlich zum Ligakonkurrenten Vancouver Canucks. Für die Kanadier gab Ryan in der Saison 2005/06 sein Debüt in der höchsten nordamerikanischen Profiliga, die meiste Zeit spielte er allerdings für den Kooperationspartner Manitoba Moose in der American Hockey League. 2007 wechselte der Kanadier in die Organisation der Chicago Blackhawks, wo er für die Rockford IceHogs spielte. Wegen einer Gehirnerschütterung musste der Abwehrspieler die Spielzeit jedoch nach 44 Partien beenden.
2008 unterschrieb Prestin Ryan einen bis zum Saisonende gültigen Vertrag bei den Adler Mannheim aus der Deutschen Eishockey Liga. Für die Saison 2009/10 hatte er einen Vertrag bei dem ERC Ingolstadt. Im August 2010 unterschrieb der Kanadier bei den Iserlohn Roosters, wo er den Testspieler David Walker ersetzte. Zur Saison 2011/12 kehrte er nach Ingolstadt zurück. Im Oktober 2012 wurde der Kanadier vom Mora IK aus der HockeyAllsvenskan verpflichtet. Nach nur elf Spielen in Schweden beendete er seine Karriere.

## Erfolge und Auszeichnungen
- 1998 SJHL All-Rookie Team[2]
- 2004 Hockey East All-Tournament Team
- 2004 Hockey East Best Defensive Defenseman (zusammen mit Andrew Alberts)
- 2004 Hockey East Second All-Star Team
- 2004 NCAA All-Tournament Team
- 2004 NCAA East Second All-American Team

## Karrierestatistik
(Legende zur Spielerstatistik: Sp oder GP = absolvierte Spiele; T oder G = erzielte Tore; V oder A = erzielte Assists; Pkt oder Pts = erzielte Scorerpunkte; SM oder PIM = erhaltene Strafminuten; +/− = Plus/Minus-Bilanz; PP = erzielte Überzahltore; SH = erzielte Unterzahltore; GW = erzielte Siegtore; 1 Play-downs/Relegation; Kursiv: Statistik nicht vollständig)